# Gentiana clausa
Gentiana clausa es una especie de planta herbácea perteneciente a la familia Gentianaceae. Es originaria de Estados Unidos, donde se distribuye por Ohio y Míchigan.

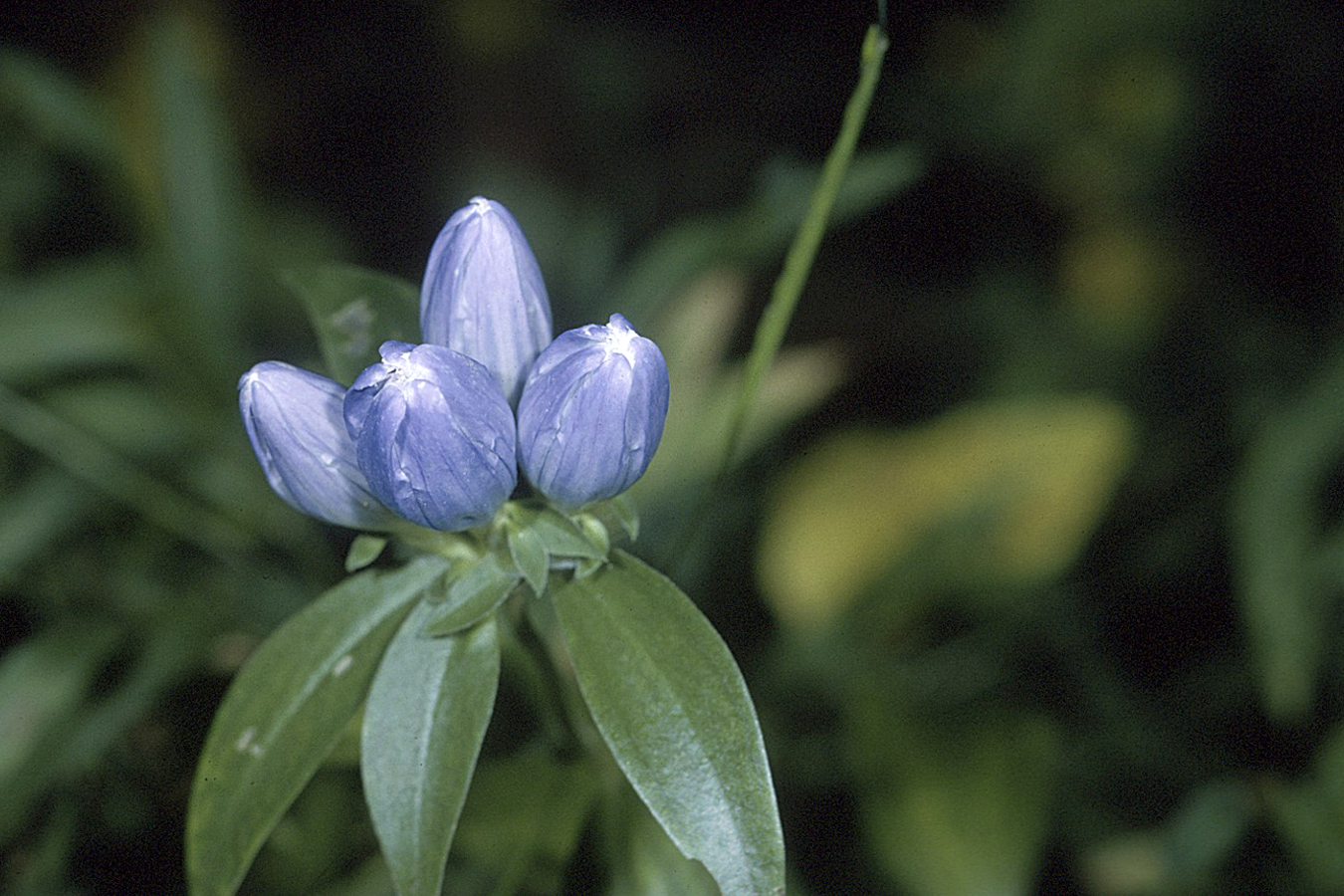
Flores

## Taxonomía
Gentiana clausa fue descrita por  Constantine Samuel Rafinesque y publicado en Medical Flora 1(41): 210. 1828.
Etimología
Gentiana: Según Plinio el Viejo y Dioscórides, su nombre deriva del de Gentio, rey de Iliria en el siglo II a. C., a quien se atribuía el descubrimiento del valor curativo de la Gentiana lutea.
clausa: epíteto latíno que significa "cerrado", por sus flores cerradas o casi.
Sinonimia
- Gentiana andrewsii var. intermedia Kusn.
- Gentiana clausa f. albiflora House
- Pneumonanthe clausa (Raf.) Greene[5]